# Alberto Moravia
Pour les articles homonymes, voir Moravia.
Alberto Moravia, nom de plume d'Alberto Pincherle, né le 28 novembre 1907 à Rome, où il meurt le 26 septembre 1990, est un écrivain et journaliste italien. 
Il est aujourd'hui reconnu comme un des principaux romanciers italiens contemporains.

## Biographie
Alberto Moravia naît d'un père architecte d'origine vénitienne de confession juive et d'une mère catholique d'origine dalmate dans une famille de quatre enfants.
À l'âge de neuf ans, il est atteint de tuberculose osseuse, ce qui l'immobilise pendant huit années et l'empêche de suivre ses études. Il séjourne dans des sanatoriums durant deux ans. Cela lui laissera de profondes séquelles. Durant cette période, il lit Shakespeare, Molière, Goldoni, Marcel Proust, Arthur Rimbaud, Dostoïevski.
Il écrit à partir de ses 18 ans son premier roman, Les Indifférents, dans le sanatorium de Bressanone, au nord de l'Italie. L'ouvrage est publié à compte d'auteur. Il s'agit d'un roman existentialiste avant la lettre qui restera la référence idéologique et littéraire la plus marquante de l'œuvre de Moravia. Le livre obtient un succès de scandale en raison de l'âpre description désenchantée de la bourgeoisie romaine. À partir de ce succès, l'auteur écrit avec une « régularité bureaucratique » une œuvre abondante.
En 1927, Moravia rencontre Corrado Alvaro et Massimo Bontempelli. Il commence sa carrière de journaliste au magazine 900.
À partir de 1930, il séjourne à Londres, Paris, New York et visite la Chine, la Grèce, l'Allemagne et le Mexique. Il voyage pour échapper, dit-il, à l'atmosphère étouffante du fascisme. En Italie, il signe des articles de presse (journaux et revues). Son net antifascisme le rend suspect et les origines juives de son père contribuent à la précarité de sa situation.
Durant l'écriture de son deuxième roman, d'une durée de six années, il lit Karl Marx et Sigmund Freud.

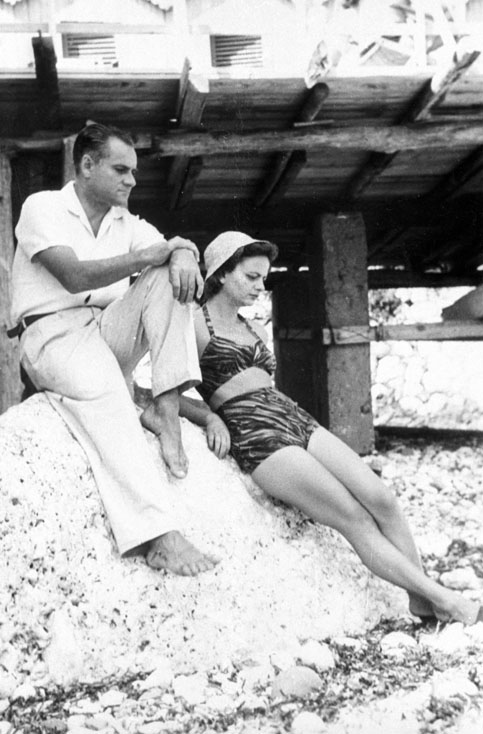
Alberto Moravia et Elsa Morante à Capri dans les années 1940.

En 1941, Moravia épouse Elsa Morante, qu'il quittera en 1962. Peu après son divorce, il partage sa vie avec Dacia Maraini. Toutes deux sont des femmes de lettres.
Recherché par les fascistes à partir de 1943, Moravia s'enfuit de Rome et se réfugie dans les montagnes de la ville de Fondi, au nord de Naples, où il séjournera neuf mois.
En mai 1944, Alberto Moravia retourne à Rome et commence à collaborer avec Corrado Alvaro, écrivant pour des journaux italiens de premier plan comme Il Mondo et Il Corriere della Sera, pour lequel il continuera à écrire jusqu'à sa mort.
C'est le succès de La Romana (1947) qui lui apporte une certaine aisance matérielle et la consécration par la critique.
Ces œuvres sont mises à l'Index en 1952.
Avec Alberto Carocci, il lance la revue Nuovi Argomenti en 1953, une des plus importantes revues littéraires de l'après-guerre. Pier Paolo Pasolini les rejoindra plus tard.
Entre 1959 et 1962 Moravia est président du PEN International.
En 1984, Moravia est élu au Parlement européen, représentant le Parti communiste italien. Cette expérience, qui s'achève en 1988, est contée dans Il Diario Europeo (The European Diary).
En 1986, peu après la mort d'Elsa Morante en novembre 1985, il épouse Carmen Llera à qui est dédicacé son recueil de nouvelles La Chose.
Il fut membre du Comité d'honneur du Centre culturel international de Royaumont.
Le 26 septembre 1990, il est retrouvé mort dans la baignoire de son appartement de Lungotevere, à Rome.

## Courant littéraire
L'œuvre d'Alberto Moravia dissèque souvent les rapports amoureux, sexuels ou non, charnels ou spirituels, en fouillant de manière distanciée la psychologie de ses personnages.
Jouant avec les conventions sociales et leur influence sur les sentiments, ses livres questionnent volontiers la société et le couple dans leurs rapports (Le Mépris, L'Ennui, L'Amour conjugal, La Femme léopard).
La matière parfois scabreuse de ses romans et de ses nouvelles est moins superficielle que le succès à scandale qu'elle a souvent entraîné : les personnages velléitaires de cette œuvre sont les produits d'une crise de la société bourgeoise, puritaine et fasciste, que Moravia regarde d'un œil impitoyable, mais non dépourvu de complaisance littéraire.
Écrivain mais aussi journaliste et essayiste, il est l'auteur de plusieurs essais sur l'Union soviétique, la Chine, l'Afrique.
Il a été nommé 15 fois pour le Prix Nobel de littérature entre 1949 et 1965.
Plusieurs de ses romans ont été adaptés au cinéma.
Le Mépris est classé 48e dans le classement des Cent livres du siècle réalisé par le journal le Monde.

## Œuvres

### Romans et recueils de nouvelles
- Les Indifférents (1929)
- Hiver de malade (1930)
- Les Ambitions déçues (1935)
- L'Amant malheureux (1943)
- L'Épidémie (1944)
- Agostino (1944)
- La Belle Romaine (1947)
- La Désobéissance (1948)
- L'Amour conjugal (1949)
- Le Quadrille des masques (1950)
- Le Conformiste (1951) Traduction française par Claude Poncet, Paris, Flammarion, coll. « La Rose des vents », 1952, 291 p. (BNF 32464568)
- Le Mépris (1954)
- La Provinciale et autres récits (1954)
- La ciociara (1957)
- L'Ennui (1960), Prix Viareggio en 1961
- L'Automate (1962), Traduction française par Claude Poncet, Paris, Flammarion, 1964, 301 p.
- L'Homme (1965)
- L'Attention (1966)
- Une chose est une chose (1967)
- Moi et lui (1971)
- Le Paradis (1971)
- Une autre vie (1974)
- Désidéria (1979)
- Bof ! (1982)
- 1934 (1983)
- L'Homme qui regarde (1986)
- Le Voyage à Rome (1989)
- La Femme-léopard (1991)
- La Polémique des Poulpes et autres histoires (1993), Traduction française par René de Ceccatty, Paris, Flammarion, 1993, 370 p.  (ISBN 978-2080662859)
- Histoires d'amour (2000, posthume)
- Histoires de guerre et d'intimité (2002, posthume)
- Les Deux Amis (2007, posthume)
- L'Immortel (2023, posthume)

### Nouvelles
- Cortigiana stanca (1927), Milan, Bompiani, 1965
- Delitto al circolo del tennis, in 900, nº 9, septembre 1928
- Il ladro curioso, in 900, nº 1, janvier 1929
- Apparizione, in 900, nº 5, mai 1929
- La bella vita, Lanciano, Carabba, 1935
- L'imbroglio. Cinque romanzi brevi, Milan, Bompiani, 1937
- I sogni del pigro. Racconti, miti e allegorie, Milan, Bompiani, 1940
- Cosma e i briganti (1940), Palerme, Sellerio, 1980
- L'amante infelice. Novelle, Milan, Bompiani, 1943
- La cetonia, Rome, Documento, 1944
- L'epidemia, Rome, Documento, 1944
- Due cortigiane e Serata di Don Giovanni, Rome, L'Acquario, 1945
- I racconti, 2 vol., Milan, Bompiani, 1952, prix Strega 1952[7]
- Racconti romani, Milan, Bompiani, 1954. Nouvelles romaines, Flammarion, 1957
- Nuovi racconti romani, Milan, Bompiani, 1959. Autres nouvelles romaines, Flammarion, 1960
- L'automate, Milan, Bompiani, 1962
- Il mondo è quello che è, Milan, Bompiani, 1966
- Una cosa è una cosa, Milan, Bompiani, 1967
- Racconti surrealisti e satirici, Milan, Bompiani, 1975
- La cosa e altri racconti, Milan, Bompiani, 1983. La Chose, Flammarion, 1985
- Il vassoio davanti alla porta, Milan, Bompiani, 1989
- La villa del venerdì e altri racconti, Milan, Bompiani, 1990
- Romildo, Milan, Bompiani, 1993 (posthume)
- Racconti dispersi 1928-1951, Milan, Bompiani, 2000 (posthume)

### Essais
- La speranza, ossia Cristianesimo e Comunismo, Roma, Documento, 1944
- Un mois en URSS, Milano, Bompiani, 1958
- Une certaine idée de l'Inde, Milano, Bompiani, 1962
- L'Homme comme fin, Milano, Bompiani, 1964
- La Révolution culturelle de Mao, Milano, Bompiani, 1967
- Al cinema. Centoquarantotto film d'autore, Milano, Bompiani, 1975
- Un miliardo di anni fa..., Torino, Stampatori, 1979
- Impegno controvoglia. Saggi, articoli, interviste: trentacinque anni di scritti politici, Milano, Bompiani, 1980
- L'inverno nucleare, Milano, Bompiani, 1986
- L'Homme qui regarde, 1992

### Pièces de théâtre
- 1969 : Le monde est ce qu'il est, mise en scène Pierre Franck, Théâtre des Célestins (Lyon) et Théâtre de l'Œuvre
- 1971 : Le Dieu Kurt, mise en scène Pierre Franck, Théâtre des Célestins (Lyon) et Théâtre Michel
- 1988 : L'Ange de l'information, mise en scène Jacques Baillon, Théâtre national de l'Odéon
- 2008 : L'Amour conjugal, d'après Alberto Moravia, mise en scène Matthieu Roy, Théâtre de Thouars, la Comédie de Reims, Le Gallia Théâtre, Festival d'Avignon et Comédie de Valence
- 2010 : Plus qu'hier et moins de demain, d'après Georges Courteline, Ingmar Bergman, Alberto Moravia, Woody Allen, mise en scène Pierre Maillet et Matthieu Cruciani, Scène nationale Petit-Quevilly/Mont-Saint-Aignan Petit-Quevilly et Archipel des Glénan Fouesnant

### Carnet de voyage
- Une certaine idée de l'Inde, 1961
- À quelle tribu appartiens-tu ?, Milano, Bompiani, 1972
- Mutazione (textes d'Alberto Moravia & Oddone Camerana), Iveco, 1978
- Lettres du Sahara, Milano, Bompiani, 1981
- Promenades africaines, Milano, Bompiani, 1987
- Journal européen, Milano, Bompiani, 1993
- Viaggi. Articoli 1930-1990, Milano, Bompiani, 1994
- Allant ailleurs (avec Andrea Andermann), Grasset, coll. « Albums », 2015

### Lettres
- Lettres d'amour à Lélo Fiaux, (Dir. Julie Enckell-Juillard), préf. René de Ceccatty, Zoé Éditions, 112 p., 2014 (posthume)  (ISBN 978-2881829291)
- (it) Se questa è la giovinezza vorrei che passasse presto. Lettere (1926-1940) con un racconto inedito, Bompiani, 2015
- Quand tu viendras, je serai presque heureux - Lettres à Elsa Morante, trad. fr. et post. René de Ceccaty, éd. et préf. Alessandra Grandelis, Paris, Bouquins, coll. "Littérature", 256 p., 2023 (posthume)  (ISBN 978-2382922699)

### Poésie
- L'homme nu et autres poèmes, textes inédits, préface et traduction de René de Ceccatty, édition d'Alessandra Grandelis, Paris, Flammarion, 320 p., 2021  (ISBN 978-2080235701)

### Adaptations cinématographiques

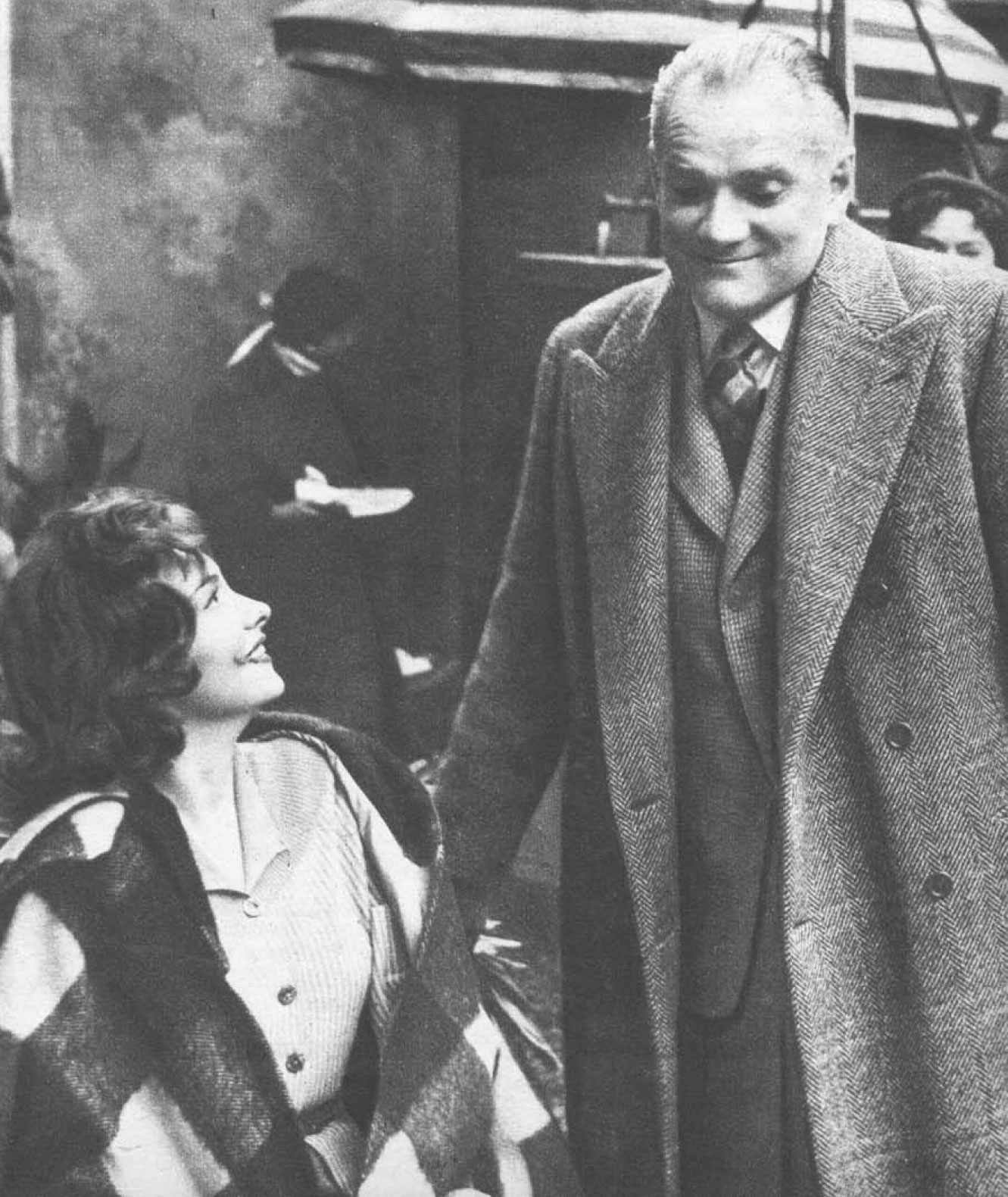
Moravia et Gina Lollobrigida sur le tournage de La Belle Romaine (1954) adapté d'un de ses romans.

Son œuvre a donné lieu à des adaptations cinématographiques dont certaines ont marqué l'histoire du cinéma.
- 1945 : Le Passé qui tue (La freccia nel fianco) d'Alberto Lattuada et Mario Costa
- 1952 : La Marchande d'amour (La provinciale) par Mario Soldati avec Gina Lollobrigida
- 1954 : La Belle Romaine (La romana) de Luigi Zampa avec Gina Lollobrigida
- 1955 : Dommage que tu sois une canaille (Peccato che sia una canaglia) d'Alessandro Blasetti
- 1955 : Cette folle jeunesse (Racconti romani) de Gianni Franciolini
- 1960 : La ciociara de Vittorio De Sica avec Sophia Loren et Jean-Paul Belmondo
- 1960 : Ça s'est passé à Rome (La giornata balorda) de Mauro Bolognini
- 1960 : Larmes de joie (Risate di gioia) de Mario Monicelli
- 1960 : Le Bel Âge de Pierre Kast
- 1962 : Agostino de Mauro Bolognini avec Paolo Colombo, Ingrid Thulin and John Saxon
- 1962 : Les Amours difficiles (L'amore difficile) d'Alberto Bonucci, Luciano Lucignani, Nino Manfredi, Sergio Sollima
- 1963 : L'Ennui et sa diversion, l'érotisme (La noia) de Damiano Damiani, avec notamment Horst Buchholz, Catherine Spaak, Bette Davis, Georges Wilson
- 1963 : Le Mépris de Jean-Luc Godard avec notamment les acteurs Brigitte Bardot, Michel Piccoli, Fritz Lang…
- 1964 : Les Deux Rivales (Gli Indifferenti) de Francesco Maselli avec Claudia Cardinale, Rod Steiger
- 1964 : Les Heures nues (Le ore nude) de Marco Vicario
- 1969 : La donna invisibile de Paolo Spinola
- 1969 : Una ragazza piuttosto complicata de Damiano Damiani
- 1970 : L'amore coniugale de Dacia Maraini
- 1970 : Le Conformiste de Bernardo Bertolucci avec Jean-Louis Trintignant et Stefania Sandrelli
- 1972 : Les ordres sont les ordres (Gli ordini sono ordini) de Franco Giraldi avec Monica Vitti avec un scénario de Ruggero Maccari et Tonino Guerra
- 1973 : Moi et Lui de Luciano Salce avec Lando Buzzanca et Bulle Ogier, tiré du roman Moi et lui
- 1980 : Desideria (it) de Gianni Barcelloni Corte (it)
- 1982 : La Désobeissance (La disubbidienza) d'Aldo Lado avec Stefania Sandrelli et Teresa Ann Savoy
- 1983 : Le ambizioni sbagliate de Fabio Carpi
- 1985 : Plaisirs de femmes (it) (L'attenzione) de Giovanni Soldati (it)
- 1988 : La romana (it) de Giuseppe Patroni Griffi
- 1988 : Les Indifférents de Mauro Bolognini
- 1988 : Lui et moi (Ich und Er) de Doris Dörrie
- 1989 : La cintura de Giuliana Gamba
- 1991 : La villa del venerdì de Mauro Bolognini
- 1994 : Le Voyeur (L'uomo che guarda) de Tinto Brass
- 1998 : L'Ennui de Cédric Kahn sur un scénario coécrit avec Laurence Ferreira Barbosa
- 2020 : Gli indifferenti de Leonardo Guerra Seràgnoli (it)

### Documentaires
- Les Écrivains italiens et l'Italie des écrivains : ombres et questions, documentaire en trois parties, Italiques (deuxième chaîne de l'ORTF, 24 août 1973, 16 août 1974)
- Alberto Moravia, l'homme qui regarde, documentaire de Nico Di Biase, France/Italie, 1997, 45 min